# Jan Nepomuk Štěpánek
Pour les articles homonymes, voir Štěpánek.

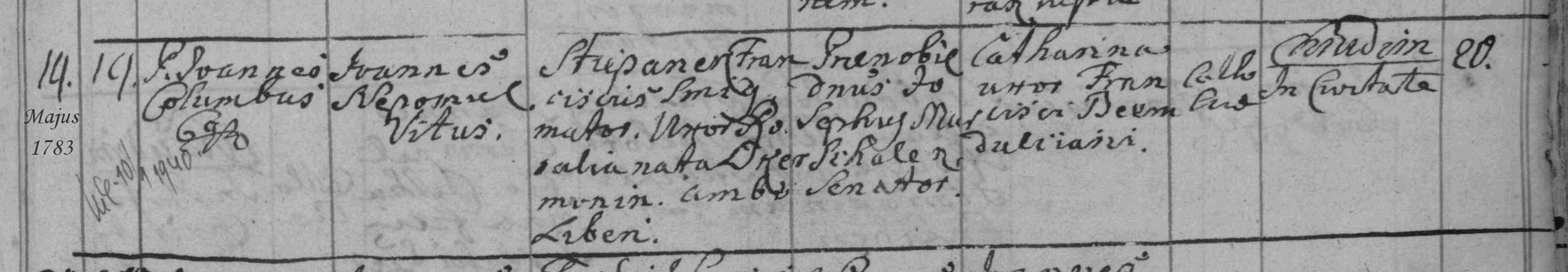
Inscriptionn au registre des naissances et des baptêmes, de Jan Nepomuk Štěpánek (registre de l'état civil 1773-1784 Chrudim (SOA Zámrsk)).

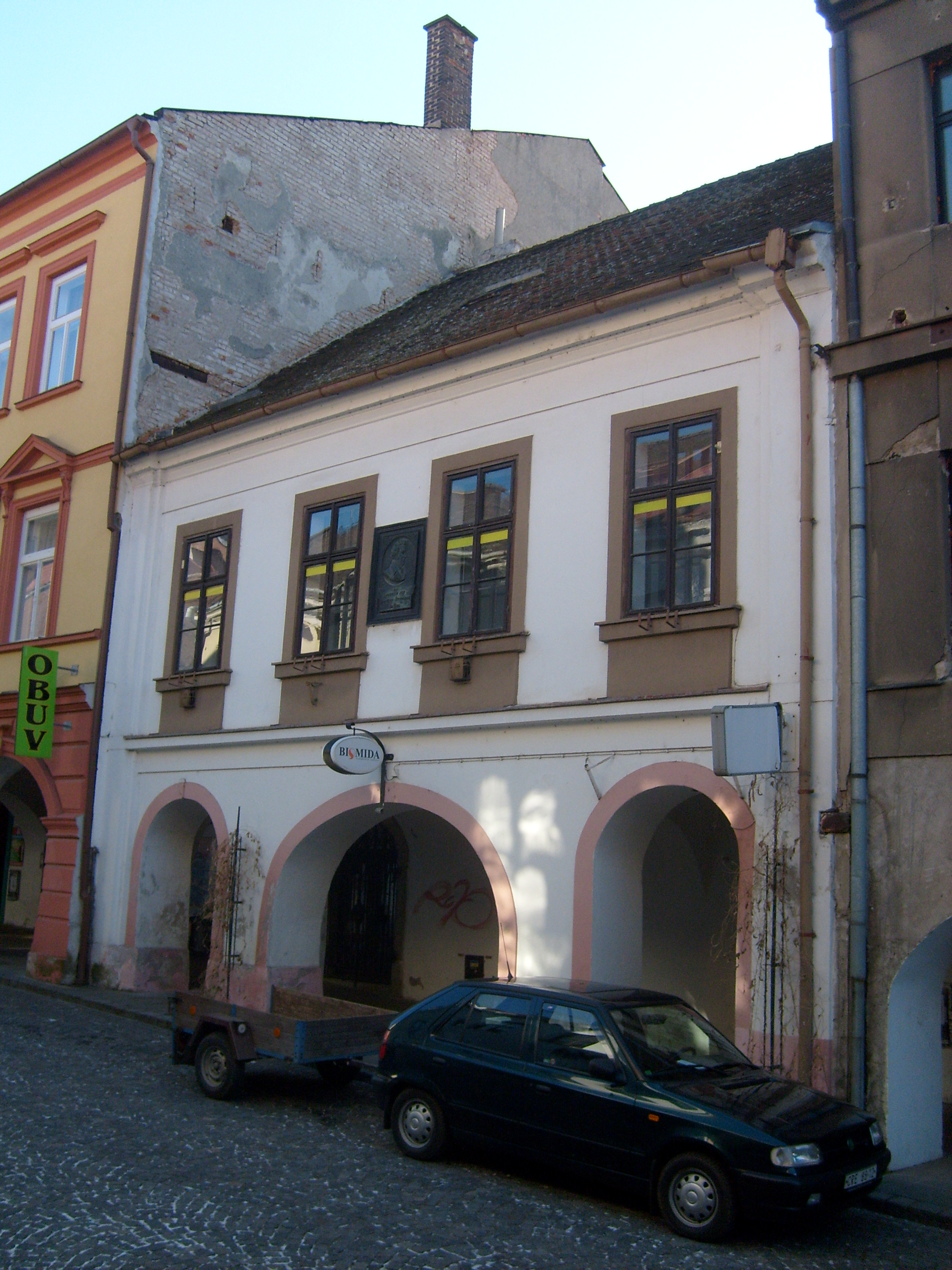
Lieu de naissance de Jan Nepomuk Štěpánek à Chrudim, rue Štěpánkova.

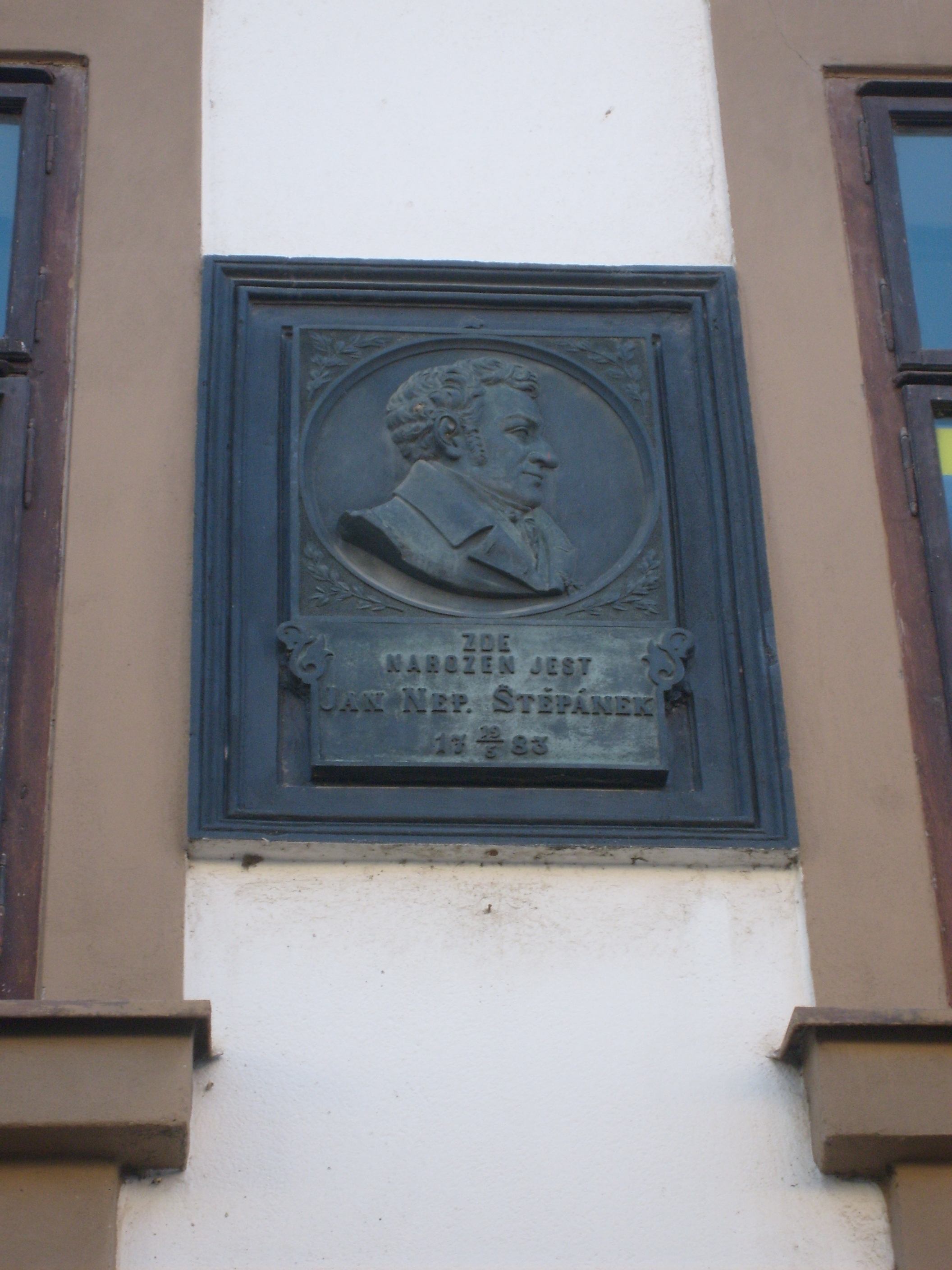
Plaque commémorative sur la maison natale de Jan Nepomuk Štěpánek.

Jan Nepomuk Štěpánek, né le 19 mai 1783 à Chrudim et mort le 12 février 1844 à Prague, est un metteur en scène, acteur, dramaturge, traducteur, écrivain, éditeur, publiciste et directeur de théâtre tchèque. 
Il est l'une des figures marquantes du théâtre tchèque du premier tiers du XIXe siècle.

## Biographie
Sa famille possédait une savonnerie à Chrudim mais, initialement, Jan Nepomuk Štěpánek choisit de devenir prêtre. Il interrompt son séjour au séminaire de Litomyšl en 1800, lorsqu'il rejoint volontairement la légion étudiante recrutée contre Napoléon. Il retourne à la théologie, mais avant son ordination, la société patriotique de l'époque le conduit au théâtre, qu'il affectionne profondément.
Il joue en amateur, écrit et adapte des pièces pour le théâtre tchèque, notamment pour la troupe du Théâtre de Malá Strana de Prague, qu'il rencontre lors de son séjour aux thermes de Teplice en 1803-1805. Pour subvenir à ses besoins, il travaille comme assistant dans ce théâtre en 1805-1806 et 1807-1808. À partir de 1812, il exerce au Théâtre des États de Prague , où il est responsable de la mise en scène des spectacles amateurs tchèques. En 1819, il est secrétaire et trésorier du théâtre. De 1812 à 1824, il occupe les fonctions de dramaturge et de metteur en scène des spectacles tchèques, puis est codirecteur du théâtre de 1824 à 1834.
Štěpánek est considéré pour son amour du théâtre, son enthousiasme patriotique et ses activités caritatives (il reçoit une médaille d'honneur en 1821 et devient membre honoraire du Musée en 1824), mais son œuvre ne présente pas de valeur artistique particulière. Il écrit, traduit ou adapte lui-même environ 130 œuvres dramatiques différentes pour le théâtre, mais lors de la définition du répertoire, il leur accorde une priorité excessive par rapport aux œuvres d'autres auteurs, bien qu'il ait joué, par exemple, dix pièces de Václav Kliment Klicpera (cs) et occasionnellement des œuvres de Grillparzer, Schiller et d'autres. Parmi les œuvres de Štěpánek, ses pièces historiques et chevaleresques ainsi que ses comédies contemporaines sont appréciées du public de l'époque. Entre 1824 et 1843, il traduit au moins 13 livrets d'opéra (par exemple de Weber et de Mozart). Dans ses traductions, il utilise une prosodie accentuée, et non une prosodie rythmique, comme c'était la coutume à l'époque selon les normes classicistes. Sa dramaturgie lyrique est l'une des plus progressistes du théâtre tchèque de la première moitié du XIXe siècle. Durant sa codirection, le Théâtre des États donne une centaine de représentations d'opéra. 
Il a également écrit des poèmes et des nouvelles sentimentales, et a édité et dirigé le magazine Česká včela.
Il est enterré à Prague, au cimetière d'Olšany.

## Œuvres
- 1812 : Břetislav První, český Achilles, aneb Vítězství u Domažlic
- 1812 : Obležení Prahy od Švejdů aneb Věrnost a udatnost česká
- 1813 : Vlastenci aneb Zpráva o vítězství
- 1814 : Osvobození vlasti aneb Korytané v Čechách
- 1816 : Čech a Němec
- 1816 : Jaroslav a Blažena aneb Hrad Kunětice
- 1819 : Berounské koláče
- 1820 : Loupežníci na Chlumu
- 1825 : Pivovár v Sojkově
- 1825 : Alína aneb Praha v jiném dílu světa
- 1831 : Bratrovrah, mélodrame biblique de František Škroup, livret de Jan Nepomuk Štěpánek

## Récompenses et distinctions
- Le portrait le plus célèbre (une peinture à l'huile sur toile) a été peint par Antonín Machek et est accroché dans le foyer du Théâtre des États[3].
- Jan Vilímek en a fait un portrait posthume publié dans Humoristické listy du 19 mai 1883, p. 20.